# Spöl (beek)
De Spöl, in Italië soms ook Aqua Granda genoemd, is een beek aan de orografische rechteroever van de Inn.
Zij ontspringt boven de Forcola di Livigno op circa 2600 meter hoogte in Italië. De Spöl stroomt door Livigno naar het stuwmeer Lago di Livigno (ook wel Lago del Gallo genoemd) op 1805 meter hoogte. In het meer komt de beek samen met onder andere de Acqua del Gallo en andere kleine bergbeekjes. Na de stuwdam stroomt de Spöl Zwitserland binnen, in het Zwitsers Nationaal Park. Vervolgens stroomt ze door een aantal kloven langs de Ofenpas naar Zernez, waar ze op 1473 meter in de Inn stroomt.
In de Spöl wordt gevist op forel.
- Virtual International Authority File: 244289663